# Радіо Промінь
Радіо Промінь — другий канал суспільного Українського радіо, входить до складу Національної суспільної телерадіокомпанії України. За форматом — музично-розмовна молодіжна радіостанція.
FM-мережа Радіо «Промінь» охоплює  71 населений пункт у 24 областях України, серед них 22 — обласні центри.
Мовлення триває цілодобово із Будинку Українського радіо на вул. Хрещатик, 26 у місті Києві.
Генеральним продюсером радіостанцій НСТУ є Дмитро Хоркін, виконавчим продюсером «Променя» — Максим Яковенко, креативним продюсером станції — Вікторія Польченко

## Історія
Створене 26 квітня 1965 року як друга радіопрограма Українського радіо — інформаційно-музична радіопрограма «Промінь». Радіомовлення йшло на середніх хвилях.
З літа 1988 року у вечірньому ефірі по буднях і в денному щовихідного, а з 1992 року цілоденно «Промінь» першим з українських радіоканалів, зокрема FM-радіостанцій, запропонував слухачам долучатися до розмови в прямому ефірі на актуальні теми політики, економіки, культурно-мистецького життя, знайомити з сучасною українською та закордонною естрадою, а також з класикою, джазом, роком і альтернативною музикою.
У 2017 році, разом з іншими радіостанціями Українського радіо, «Промінь» став частиною Національної суспільної телерадіокомпанії України. Восени 2017 року розпочався перший сезон на радіоканалах Українського радіо в складі суспільного мовника НСТУ, що передбачило суттєве оновлення програмного наповнення, нові програми радіостанції сфокусовані на такій тематиці: музичні новинки та сучасна музика, спорт, мода, соцмережі, психологія стосунків, навчання та ін. За підсумками першого медіасезону Радіо «Промінь» у форматі суспільного мовлення в радіоефірі з'явилося 16 нових програм.
З 20 листопада по 18 грудня 2022 року радіоканал транслював Чемпіонат світу з футболу 2022.

## Основні передачі
Щоденні шоу по буднях «РанокПРО» та «ДеньПРО», шоу "Вікенд Нової Музики", шоу нової української музики "Селекція", хіт-парад «Промінь рекомендує», щотижневий українськомовний чарт «Хіт-парад: 12 мінус 2», «Година меломана з Олексієм Коганом», експертне музичне шоу з прем'єрами пісень і ексклюзивними історіями артистів «RE: актив», спортивне радіошоу «Майстри спорту», радіо-стендап-шоу «Гомін Аут», «Бобіна Party», «Промінь Живий з Євгеном Павлюковським», «Пазли» та інші.

## Міста і частоти
- Київ — 97,2 FM; 222,064 (11D)

### Вінницька область
- Вінниця — 100,3 FM
- Могилів-Подільський — 99,5 FM

### Волинська область
- Горохів — 105,2 FM
- Ковель — 103,9 FM
- Луцьк — 107,3 FM
- Нововолинськ — 101,6 FM
- Шацьк — 97,4 FM

### Дніпропетровська область
- Дніпро — 104,8 FM
- Кривий Ріг — 98,7 FM
- Межова – 95,7 FM
- Нікополь — 101,2 FM
- Павлоград — 100,9 FM

### Донецька область
- Волноваха — 96,5 FM
- Донецьк — 70,97 FM
- Гірник — 95,3 FM
- Маріуполь — 103,2 FM
- Костянтинівка — 103,1 FM
- Краматорськ — 100,3 FM
- Слов'янськ — 100,3 FM

### Житомирська область
- Житомир — 105,6 FM
- Народичі — 98,1 FM
- Овруч — 94,1 FM
- Олевськ — 71,78 FM

### Закарпатська область
- Рахів — 91,9 FM
- Ужгород — 103,0 FM
- Хуст — 71,9 FM

### Запорізька область
- Запоріжжя — 106,2 FM
- Бердянськ — 104,4 FM
- Мелітополь — 89,2 FM
- Новомиколаївка — 103,9 FM
- Токмак — 103,9 FM

### Івано-Франківська область
- Івано-Франківськ — 88,8 FM
- Калуш — 90,2 FM
- Яремче — 104,0 FM

### Київська область
- Біла Церква — 91,9 FM

### Кіровоградська область
- Благовіщенське — 104,0 FM
- Голованівськ — 97,4 FM
- Кропивницький — 88,7 FM
- Олександрія — 101,2 FM

### Луганська область
- Бахмутівка — 95,8 FM
- Комишуваха — 89,5 FM
- Лисичанськ — 92,1 FM
- Старобільськ — 107,6 FM
- Широкий — 106,5 FM

### Львівська область
- Львів — 102,5 FM

### Миколаївська область
- Красне — 105,7 FM
- Снігурівка — 94 FM
- Миколаїв — 88,8 FM

### Одеська область
- Березівка — 104,2 FM
- Білгород-Дністровський — 97,2 FM
- Болград — 96,1 FM
- Рені — 97,8 FM
- Саврань — 106,8 FM
- Одеса — 88,5 FM

### Полтавська область
- Гадяч — 105,9 FM
- Красногорівка — 105,2 FM
- Кременчук — 96,6 FM
- Лубни — 102,6 FM
- Миргород — 92,6 FM
- Полтава — 100,0 FM

### Рівненська область
- Вараш — 101,1 FM
- Дубровиця — 99,5 FM
- Зарічне — 104,9 FM
- Острог — 107,8 FM
- Рівне — 103,0 FM
- Сарни — 99,5 FM

### Сумська область
- Охтирка — 99,6 FM
- Порохонь — 91,4 FM
- Суми — 91,3 FM
- Тростянець — 69,92 УКХ
- Шостка — 106,9 FM

### Тернопільська область
- Тернопіль — 101,5 FM

### Харківська область
- Харків — 100,5 FM
- Великий Бурлук — 99,1 FM
- Зачепилівка — 91.3 FM
- Ізюм — 106,5 FM
- Кегичівка — 87.7 FM
- Красноград — 100,4 FM
- Куп'янськ — 98,9 FM
- Лозова — 99,7 FM

### Херсонська область
- Херсон — 88,1 FM
- Велика Олександрівка — 98,5 FM
- Генічеськ — 102,6 FM
- Олешки — 88,1 FM
- Чаплинка — 106,4 FM

### Хмельницька область
- Кам'янець-Подільський — 72,89 УКХ
- Кульчіївці — 72,89 УКХ
- Хмельницький — 102,1 FM

### Черкаська область
- Черкаси — 98,6 FM
- Жашків — 105,4 FM
- Умань — 102,1 FM

### Чернігівська область
- Ріпки — 93,6 FM
- Городня — 97,5 FM
- Корюківка — 92,5 FM
- Семенівка — 96,1 FM
- Ніжин — 102,2 FM
- Холми — 68,27 УКХ
- Чернігів — 91,4 FM

### Чернівецька область
- Чернівці — 105,0 FM

## Параметри супутникового мовлення
| Супутник | Частота | Символьна швидкість | Поляризація     | FEC |
| -------- | ------- | ------------------- | --------------- | --- |
| Astra 4A | 12130   | 27500               | вертикальна (V) | 3/4 |

### Сторінки в соцмережах
- Радіо Промінь у соцмережі «Facebook»
- Радіо Промінь  у соцмережі «Instagram»
- Радіо Промінь у соцмережі «Твіттер»

### Інші посилання
- сторінка на офіційному сайті Національної радіокомпанії України
- світ радіо [Архівовано 29 серпня 2008 у Wayback Machine.]
- Радіо Промінь онлайн [Архівовано 8 травня 2016 у Wayback Machine.]
- Мобільний додаток suspilne.radio [Архівовано 4 липня 2020 у Wayback Machine.] у PlayMarket для Андроїд та у AppStore для iOs [Архівовано 4 липня 2020 у Wayback Machine.]
- Сайт суспільного радіо [Архівовано 8 березня 2022 у Wayback Machine.]
- Онлайн-потік MP3 якістю 192k 48кГц (зі старого сайту) [Архівовано 11 липня 2019 у Wayback Machine.]
- Онлайн-потік MP3 якістю 192k 48кГц з сайту suspilne.radio [Архівовано 4 липня 2020 у Wayback Machine.]

1. ↑  Архівована копія. Архів оригіналу за 1 квітня 2022. Процитовано 15 травня 2022.{{cite web}}:  Обслуговування CS1: Сторінки з текстом «archived copy» як значення параметру title (посилання)